# Harald Klem
Harald Robert Severin Klem (* 21. Juni 1884 in Tikøb; † 24. Juli 1954 in Kopenhagen) war ein dänischer Turner und Schwimmer.

## Karriere
Klem nahm 1906 an den Olympischen Zwischenspielen in Athen teil. Dort gewann er mit der dänischen Mannschaft Silber im Turnwettbewerb. Zwei Jahre später folgte eine erneute Olympiateilnahme. Bei den Spielen in London erreichte er mit den dänischen Turnern den vierten Rang im Mannschaftswettbewerb. Auch an Schwimmwettkämpfen nahm Klem 1908 teil. In den Individualdisziplinen über 100 Meter Freistil und 200 Meter Brust scheiterte er jeweils im Vorlauf. Auch der Teamwettbewerb über 4-mal 200 Meter Freistil endete in der Vorrunde.
Sein Bruder Erik Klem gewann 1906 mit ihm gemeinsam Silber im Turnwettbewerb.